# Davidovac (Kladovo)
Davidovac (em cirílico:Давидовац) é uma vila da Sérvia localizada no município de Bor, pertencente ao distrito de Bor, na região de Ključ. A sua população era de 610 habitantes segundo o censo de 2002.

## Demografia
| 1948 | 1953 | 1961 | 1971 | 1981 | 1991 | 2002 |
| ---- | ---- | ---- | ---- | ---- | ---- | ---- |
| 627  | 714  | 646  | 710  | 683  | 626  | 610  |